# پوزینگ
پوزینگ (به آلمانی: Pösing) یک شهر در آلمان است که در Cham واقع شده‌است.